# Gio Paolo Bombarda

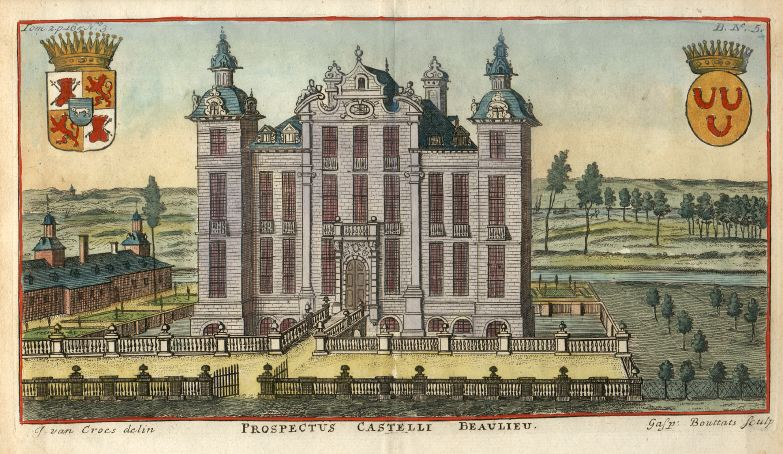
Château de Beaulieu, Bombardas Residenz

Gio Paolo Bombarda (* um 1650 in Rom; † 6. Dezember 1712 in Paris) war ein italienischer Musiker, Finanzberater und Schatzmeister des Maximilian-Emmanuel von Bayern in Brüssel. 

## Leben
Bombarda kam 1680 als Musiker an den Hof von München, wo er 1686 die Tochter des Komponisten Ercole Bernabei heiratete. Als Maximilian Emanuel Gouverneur der spanischen Niederlande wurde, folgte Bombarda seinem Dienstherren nach Brüssel. Hier führte er die Verhandlungen mit französischen und niederländischen Bankiers. 1693 heiratete er in zweiter Ehe die Tochter des Antwerpener Bankiers Cloots. 
Er gründete 1694 mit seinem Landsmann Pietro Antonio Fiocco das erste öffentliche Brüsseler Opernhaus, „Opéra du Quai au Foin“ genannt. Nach der Bombardierung Brüssels durch französische Truppen im Laufe des spanischen Erbfolgekrieges beauftragte Maximilian Emanuel Bombarda mit der Einrichtung eines größeren Opernhauses, dem Monnaie Theater, welches 1700 seine Pforten öffnete. 
Als geschickter Financier erhielt Bombarda 1703 den Ruf, die Pariser Oper nach mehreren gescheiterten Versuchen des bisherigen Direktors Jean-Nicolas de Francine aufzurichten. 
Seine Tochter Anne-Marie-Pauline (1697–1719) heiratete 1716 Jean-Jacques Amelot de Chaillou und sein Sohn Pierre-Paul (1698–1783), der sich de Bombarde de Beaulieu nannte, heiratete 1718 die Tochter der bekannten Pariser Salonnière und Schriftstellerin Mme Doublet.

## Quelle
- J. P. Van Aelbrouck und M. Couvreur: Gio Paolo Bombarda et la création du Grand Théâtre de Bruxelles, Le Théâtre de la Monnaie au XVIIIe siècle.  1996, Cahiers du GRAM S. 1–27 ULB - Groupe de Recherche en Art moderne
- Genealogie Bombardas (PDF-Datei; 84 kB)

| Personendaten    | Personendaten                                        |
| ---------------- | ---------------------------------------------------- |
| NAME             | Bombarda, Gio Paolo                                  |
| ALTERNATIVNAMEN  | Bombarde, Jean-Paul                                  |
| KURZBESCHREIBUNG | italienischer Musiker, Financier und Theaterdirektor |
| GEBURTSDATUM     | um 1650                                              |
| GEBURTSORT       | Rom                                                  |
| STERBEDATUM      | 6. Dezember 1712                                     |
| STERBEORT        | Paris                                                |